# Colonia Militar Infantil General Varela
La Colonia Militar Infantil General Varela está situada en el municipio de Quintana del Puente, perteneciente a la provincia de Palencia (Castilla y León, España). En el presente se encuentra deshabitada (INE, 2008).
Existiendo el "Sanatorio Antituberculoso General Varela" en el término municipal, en 1955 se crea como lugar de estudio en régimen de internado y relajo (en época estival) de los hijos de los militares la Colonia Militar Infantil General Varela, actualmente en estado de ruina, saqueo y destrucción y en otros tiempos uno de los motores de la economía del municipio.
El régimen de internado era muy duro para niños de entre 6 y 14 años de edad.
Una explicación más amplia del sitio, puedes verlo en https://esperandoaltren.blogspot.com/2007/05/sanatorio-antituberculoso-y-colonia.html?m=1
- Datos: Q5777807